# تجربة القبو
كانت تجربة القبو عبارة عن تجربة علمية بدأت في عام 1966 لاختبار ما إذا كان البشر، مثل الأنواع الأخرى، لديهم ساعة يوماوية. بدأها العالمان يورجن أشوف وروتجر ويفر من معهد ماكس بلانك لعلم وظائف الأعضاء السلوكي، ثم تولى المسؤولية بعد ذلك يورغن زولي. عاش المشاركون في قبو لعدة أسابيع بينما قاس العلماء إيقاعاتهم اليومية في العديد من المتغيرات. كان الاستنتاج الرئيسي للتجربة أن البشر لديهم ساعة جوهرية تزيد مدتها عن 24 ساعة. أثبتت التجربة أيضًا العديد من ميزات هذه الساعة ومهدت الطريق لدراسات الساعة البيولوجية المستقبلية.

## خلفية
قبل هذه التجربة، اكتشف العلماء بالفعل أن العديد من الأنواع النباتية والحيوانية لها ساعات ذاتية يمكن أن تعمل بشكل مستقل عن إشارات الوقت الخارجية. من المعروف الآن أن هذه الساعات تعمل على أساس التذبذبات الجزيئية، وذلك باستخدام حلقات التغذية الراجعة للنسخ والترجمة وحلقات التغذية المرتدة الأيضية. تتفاعل الإشارات الخارجية، ولا سيما الضوء، مع هذه الساعة عن طريق إدخالها لتتناسب مع الوقت الخارجي. ومع ذلك، قبل هذه التجربة، توقع بعض الباحثين أن الإيقاعات البشرية كانت مدفوعة بهذه الإشارات الخارجية دون تأثير من الساعة الداخلية.
لاختبار الفرضية القائلة بأن لدى البشر ساعة داخلية، كان يورجن أشوف وزملاؤه لديهم مخبأ من الفولاذ المقوى بُنِيَ في أنديخس، تمثل بافاريا العليا في ألمانيا. كان القبو يحتوي على غرفة نوم ومطبخ ودش، ولكن لا توجد نوافذ، وكان العديد من المشاركين طلابًا استغلوا الوقت تحت الأرض للدراسة. وجد العديد من المشاركين فكرة العيش في ملجأ بدون إشارات زمنية أمرًا شاقًا، ولكن انتهى بهم الأمر بالاستمتاع بالتجربة. كان يورجن أشوف أول من أختبر بمراقبة روتجر ويفر. بدأت التجربة في عام 1966 واستمرت حتى أوائل الثمانينيات. اعتبارًا من عام 2013، كان المخبأ لا يزال موجودًا، على الرغم من تدميره تمامًا.

## طُرق
عُزل المخبأ من الداخل عن كل الأوقات والإشارات الضوئية وعاش المشاركين هناك لأسابيع في كل مرة. أعد الأشخاص وجباتهم الخاصة وطُلب منهم تناول ثلاث وجبات في اليوم، وليس هناك قيلولة بعد الغداء، وأداء بعض المهام النفسية. إلى جانب ذلك، يمكنهم عمومًا فعل ما يحلو لهم، وكانوا قادرين على تشغيل وإطفاء الأنوار بأنفسهم. فصل المخبأ عن العالم الخارجي من خلال بابين، يمكن فتح أحدهما فقط في كل مرة. كان الباحثون يضعون الطعام في الفراغ بين الأبواب، ويترك المشاركين عينات البول هناك. قام المجربون بالتسليم في أوقات عشوائية. يمكن للموضوع التواصل مع الخارج فقط من خلال الحروف. على مدار حوالي 20 عامًا، درس الباحثون الخصائص المختلفة للساعة البيولوجية البشرية، وتفاوت التفاعل الاجتماعي، وشدة الضوء، وأصوات الغونغ، أو الموجه الكهرومغناطيسية لاختبار التأثيرات على وظيفة الساعة البيولوجية. كما قاموا بفحص ما إذا كانت الساعات الرجالية والنسائية تعمل بشكل مختلف. أجري العديد من القياسات على المشاركين بما في ذلك نشاط النوم والاستيقاظ، وحركات السرير، ودرجة حرارة المستقيم، وعينات البول، وإدراك الوقت. لقياس إدراك الوقت، طُلب من الأفراد الضغط على الجرس بفاصل ساعة واحدة ودقيقة بعد علامة الساعة.

## نتائج

### طول الفترة الجوهرية
أثبتت تجربة القبو التي أجراها يورجين أشوف أن إفراز البول لدى المشاركين، ودرجة حرارة المستقيم، وإيقاع النشاط اليومي، كانت جميعها تتمتع بفترة تشغيل حرة تبلغ حوالي 25 ساعة في غياب إشارات خارجية. علاوة على ذلك، ثبت أن الرجال عادة ما يكون لديهم فترة أطول قليلاً من النساء. تشير الدراسات الحديثة التي أجريت إلى أن فترة 25 ساعة الموجودة في هذه التجربة قد تُعزى إلى قدرة الشخص على تشغيل وإطفاء الأنوار عندما يرغب في ذلك؛ في ظروف معملية خاضعة للرقابة، وجد الباحثون أن الفترة الداخلية للإنسان تقارب 24.2 ساعة.

### تأثير شدة الضوء
كان أحد المتغيرات التي اختبرت في تجربة القبو هو ما إذا كانت شدة الضوء تؤثر على فترة إيقاع الساعة البيولوجية. لفحص هذا، تلاعب العالم أشوف وزملاؤه في شدة الضوء من خارج المخبأ، مما عرّض الأشخاص لضوء خافت (40 لوكس)، ثم ضوء عالي الشدة (200 لوكس) عندما اختار الأشخاص تشغيل الأضواء. ثبت من خلال هذه التجارب أن استخدام الضوء المكثف تسبب في انخفاض بحوالي 0.7 ساعة إلى ساعة واحدة في هذه الفترة. عندما غيرت قيم الشدة واختبار الضوء الساطع قبل الضوء الخافت، كان الضوء الأكثر كثافة لا يزال يعطي فترة أقصر. أثبتت التجارب اللاحقة التي أجراها العالم روتجر ويفر باستخدام ضوء 3000 لوكس أن الساعة خضعت لنطاق أوسع من الانجراف، أو تزامن الساعة مع الإشارات الخارجية، عند تعرضها لضوء أكثر كثافة. كما اكتشف قمع الميلاتونين في وجود الضوء الشديد، والذي يوفر معلومات حول العوامل الكيميائية التي تؤثر على النوم.

### عدم التزامن
كشفت تجربة القبو أيضًا أن بعض الأفراد يعانون من عدم تزامن إيقاعات نشاطهم بالنسبة لدرجة حرارة أجسامهم. بالنسبة لبعض المشاركين، حدث هذا على الفور عند دخولهم المخبأ وبالنسبة للمشاركين الآخرين فقد استغرق الأمر أيامًا إلى أسابيع من العزلة. عادةً ما تظل فترة درجة حرارة الجسم الأساسية للمشاركين قريبة من 25 ساعة بينما تعتمد دورة النوم / الاستيقاظ على فترة مختلفة، على سبيل المثال، قد ينام المشارك لمدة 12 ساعة ويبقى نشطًا لمدة 20 ساعة. أدى هذا إلى اعتقاد آشوف أن البشر قد يمتلكون أكثر من ساعة بيولوجية واحدة، ومع ذلك، يستمر استكشاف الأساس البيولوجي لإلغاء التزامن.

## دلالة
قدمت هذه التجربة دليلًا على أن البشر لديهم ساعة بيولوجية يمكن أن تعمل بشكل مستقل عن دورة الضوء والظلام لمدة 24 ساعة وأن الأشخاص المختلفين يمكن أن يكون لديهم إيقاعات فريدة.
أدى عرض الساعة البيولوجية للإنسان إلى بحث كشف عن العديد من الآليات التي تكمن وراءها.
كرر عدم التزامن الذي لوحظ في هذه التجربة بواسطة العالمان أشوف وويفر في تجارب لاحقة واستخدمت كدليل لنموذج متعدد المذبذبات للتحكم في إيقاع الساعة البيولوجية. درس العلماء أيضًا الأساس الجيني لإيقاعات الساعة البيولوجية. اكتشف العالمان رونالد كونوبكا وسيمور بينزر جين الفترة في عام 1971، والتي عطلت هذه الإيقاعات عندما تحور في ذباب الفاكهة. كشف جيفري هول ومايكل روسباش ومايكل يونغ عن الآلية الخلوية الأساسية التي يعمل بها جين الفترة، وهو البحث الذي حصلوا من أجله على جائزة نوبل في علم وظائف الأعضاء أو الطب في عام 2017.
استلهم العديد من العلماء من تجربة القبو، حيث أجروا عددًا لا يحصى من الدراسات على الساعة البيولوجية للإنسان. قام كل من مارولي كريشنا شاندراشكاران وجيثا ال بتكرار نتائج أشوف في عام 1996 وأظهروا أيضًا أن الدورة الشهرية في الأنثى البشرية في عزلة لم تكن مرتبطة بإيقاع النوم والاستيقاظ. استخدمت دراسة حالة أجرتها ماريا أنجيليس بونماتي كاريون وزملاؤها في عام 2020 بروتوكول مخبأ مماثل لدراسة الساعة البيولوجية البشرية في عزلة اجتماعية وبيئية في ظل ظروف مظلمة وفي ضوء خافت مستمر، ومرة أخرى وجدت فترات تشغيل حر أطول من 24 ساعة في ضوء خافت ثابت.
كان لتجربة القبو آثار بعيدة المدى في المجال الطبي، على سبيل المثال في فهم المشكلات المتعلقة بالعمل بنظام الورديات واضرابات الرحلات الجوية الطويلة. بالإضافة إلى ذلك، سمحت بفهم أفضل للاضطرابات العاطفية فيما يتعلق بمزامنة الساعة اليومية الداخلية ودورات الضوء والظلام ودورات النوم والاستيقاظ.

## الروابط الخارجية
- موقع جمعية ماكس بلانك